# 濱町站 (平安北道)
濱町站（朝鲜语：빈정역；）曾为朝鲜铁路江岸线上的一个车站，位于平安北道新义州市，已于1941年废止。

## 历史
- 1935年11月1日：开始使用[1]。
- 1941年11月15日：停用本站[2]。